# Benjamin Collins Brodie (químico)
Benjamin Collins Brodie, 2.º Baronet (5 de febrero de 1817 - 24 de noviembre de 1880) fue un químico inglés.

## Biografía
Brodie fue hijo de Sir Benjamin Collins Brodie, 1.er Baronet, y su mujer Anne (de soltera Sellon). Estudió en Harrow y en la universidad Balliol de Oxford. Fue el segundo de su promoción en Matemáticas en 1838. Al ser un agnóstico y no jurar los Treinta y nueve artículos se le negó una maestría en artes hasta 1860. Estudió química con Justus von Liebig en Giessen junto a Alexander Williamson. Allí investigó la cera de abeja, siendo en reconocimiento a ello nombrado miembro de Sociedad Real en 1849 y ganando su Medalla Real en 1850. 
Brodie realizó importantes trabajos sobre peróxidos en su laboratorio privado donde también impartió química a Nevil Story Maskelyne. Fue secretario de la Sociedad Química de 1850–1854 y su presidente en 1860. En 1859 fue el primero en sintetizar óxido de grafito (también llamado ácido grafítico), tratando grafito con una mezcla de clorato de potasio y ácido nítrico fumante. Brodie es también famoso por haber notado su estructura lamelar en un antecedente de la investigación posterior en grafeno.
También es famoso por su oposición a la teoría atómica y su propuesta en 1866 de su Cálculo de Operaciones Químicas como alternativa no atómica. Tras ver un anuncio de un modelo de bolas de madera unidas por alambres para construir modelos de moléculas, tildó la teoría atómica de "obra de carpintería excesivamente materialista". El modelo de Brodie, sin embargo, no logró dar explicación a la isomería, que Le Bel y van 't Hoff explicaron usando átomos.
A pesar de oposición de algunos socios teológicos, fue elegido para la cátedra Aldrichana (luego rebautizada como cátedra Waynflete de Química) en la universidad de Oxford de 1865 a 1872, y es principalmente conocido por haber continuado sus investigaciones en el estados alotrópicos del carbono. Así en 1873 obtuvo dióxido de tricarbono al someter el monóxido de carbono a una corriente eléctrica. Afirmó que el producto era parte de una serie de "oxicarbonos" con fórmulas Cx+1Ox, es decir C, C2O, C3O2, C4O3, C5O4, ..., y haber identificado las últimas dos; sin embargo, solo el C3O2 es conocido.
Brodie casó Philothea Margaret, hija de John Vincent Thompson, en 1848. Tuvieron un hijo y cinco hijas. Murió en noviembre de 1880, a la edad de 63 años, siendo sucedido como baronet por su hijo Benjamin.